# ایست برنارد (تگزاس)
ایست برنارد، تگزاس(به انگلیسی: East Bernard, Texas) شهری در ایالت تگزاس از ایالات جنوبی ایالات متحده آمریکا است. در سرشماری سال ۲۰۰۰، جمعیت این شهر ۱۷۲۹ نفر اعلام شد.